# Нагорний Іван Петрович
Іва́н Петро́вич Наго́рний (27 вересня 1884, місто Єйськ Всевеликого Війська Кубанського, Російська імперія — ?) — начальник канцелярії військового міністерства УНР.

## Біографія
Народився в місті Єйськ Всевеликого Війська Кубанського.
Закінчив Тифліське піхотне юнкерське училище. З 24 грудня 1915 року — полковник. У 1917 році — командир 70-го Сибірського стрілецького полку, згодом — запасного полку у Пермі.
Один із ініціаторів українізації у частинах пермської залоги. З 24 квітня 1918 року — працівник Військового міністерства УНР. З 24 травня 1918 року — помічник начальника канцелярії Військового міністерства Української Держави. З грудня 1918 року — начальник комендантської частини Військового міністерства УНР. З 5 липня 1919 року до грудня 1919 року — начальник загальної частини канцелярії Військового міністерства УНР.
Подальша доля невідома.